# Antic Museu Episcopal (Vic)
L'Antic Museu Episcopal era una obra eclèctica de Vic (Osona) inclosa a l'Inventari del Patrimoni Arquitectònic de Catalunya.

## Descripció
Era un edifici cantoner de planta baixa i dos pisos. Era de planta rectangular amb dues torres a banda i banda de la façana principal on destacava un porxo d'arcs de mig punt. Tenia els seus orígens a mitjans del segle xix. Durant els anys 1950-1960 es remodelà i s'hi afegí una ala del claustre de la Mercè.

## Història
El Círcol Literari, creat el 1860, tingué la iniciativa de formar una exposició permanent derivà a la formació d'un museu d'arqueològic, el 1877. El 1882 el bisbe Morgades (1882-1889) començà a reunir els objectes artístics que recuperava de l'abandonament d'algunes parròquies, bona part de les quals figuraven a l'exposició universal de 1888. L'entesa entre el Círcol Literari i el bisbe feu possible reunir les dues col·leccions i formant així el Museu Episcopal, instal·lat inicialment a les dependències del pis superior del claustre de la catedral, el 1891, i que el 1949, es traslladà a l'antic edifici del Museu, a la plaça de l'abat Oliba. En aquest edifici hi havia el col·legi de St. Josep per a seminaristes des de la segona meitat del s. XIX.